# Éric Morena
Pour les articles homonymes, voir Morena.
Éric Morena, né Jacques Devinck, est un chanteur lyrique français, né le 27 octobre 1951 à Saint-Omer (Pas-de-Calais) et mort le 16 novembre 2019 à Arcachon (Gironde). Il s’est fait connaître en 1987 avec la chanson Oh ! Mon bateau.

## Biographie
Après des études théologiques au Séminaire Saint-Sulpice d'Issy-les-Moulineaux et une expérience de missionnaire en Afrique, Éric Morena abandonne en 1981 sa vocation ecclésiastique pour tenter sa chance dans la chanson. Il suit des études au Conservatoire d’art lyrique de Paris avec plusieurs professeurs de l'Opéra de Paris tels que Henri Legay, Gabriel Bacquier ainsi que Michel Dens. Il travaille ensuite avec le chanteur Lucien Lupi, et se produit dans plusieurs opérettes.
En 1987, il se fait connaître avec la chanson Oh ! Mon bateau (écrite par lui-même et composée par Alexandre Desplat), avec laquelle il impose un personnage d'hidalgo parodique, à la manière d'un Dario Moreno en ne se prenant pas au sérieux. Le single atteint la 22e place au Top 50 et Éric Morena est nommé aux Victoires de la musique comme « Révélation masculine 1987 ».
Il sort plusieurs autres singles, comme Je suis le torero de l'amour ou Ramon et Pedro, ainsi qu'un premier album, Oh ! Mon album (1989), qui n'égalent pas le succès de Oh ! Mon bateau. Il chante dans un spectacle que Francis Lopez avait monté spécialement pour lui. N'intéressant plus les maisons de disques, Éric Morena se produit ensuite dans des galas et des boîtes de nuit.
En 1992, il révèle au grand public son homosexualité en épousant dans une parodie du rite catholique un homme qu'il présente comme son compagnon. Le chanteur avoue par la suite que ce mariage n'était qu'une mise en scène à vocation publicitaire, organisée par ses managers pour relancer sa carrière déclinante : son « époux » n'était pas son vrai compagnon, et le prêtre célébrant le rite était lui-même un faux prêtre. Le véritable compagnon d'Éric Morena était alors en train de mourir du sida, Antoine Falc'hun (1956-1992). Le chanteur considère avec le recul cette « mascarade » comme une forme d'« autodestruction », à laquelle il s'est prêté dans un contexte de détresse personnelle.
Après la mort de son compagnon, il connaît une période de dépression. En 1996, il sort un album en hommage à Dario Moreno Si tu vas à Dario, en même temps que sort une compilation de ses chansons. Il participe dans les années suivantes à de nombreux galas, jouant sur son humour et son sens de la parodie. En 2005, il enregistre un album de reprises, Éric Morena l'enchanteur.
En 2006, il sort un nouvel album de reprises, Hommage à Francis Lopez.

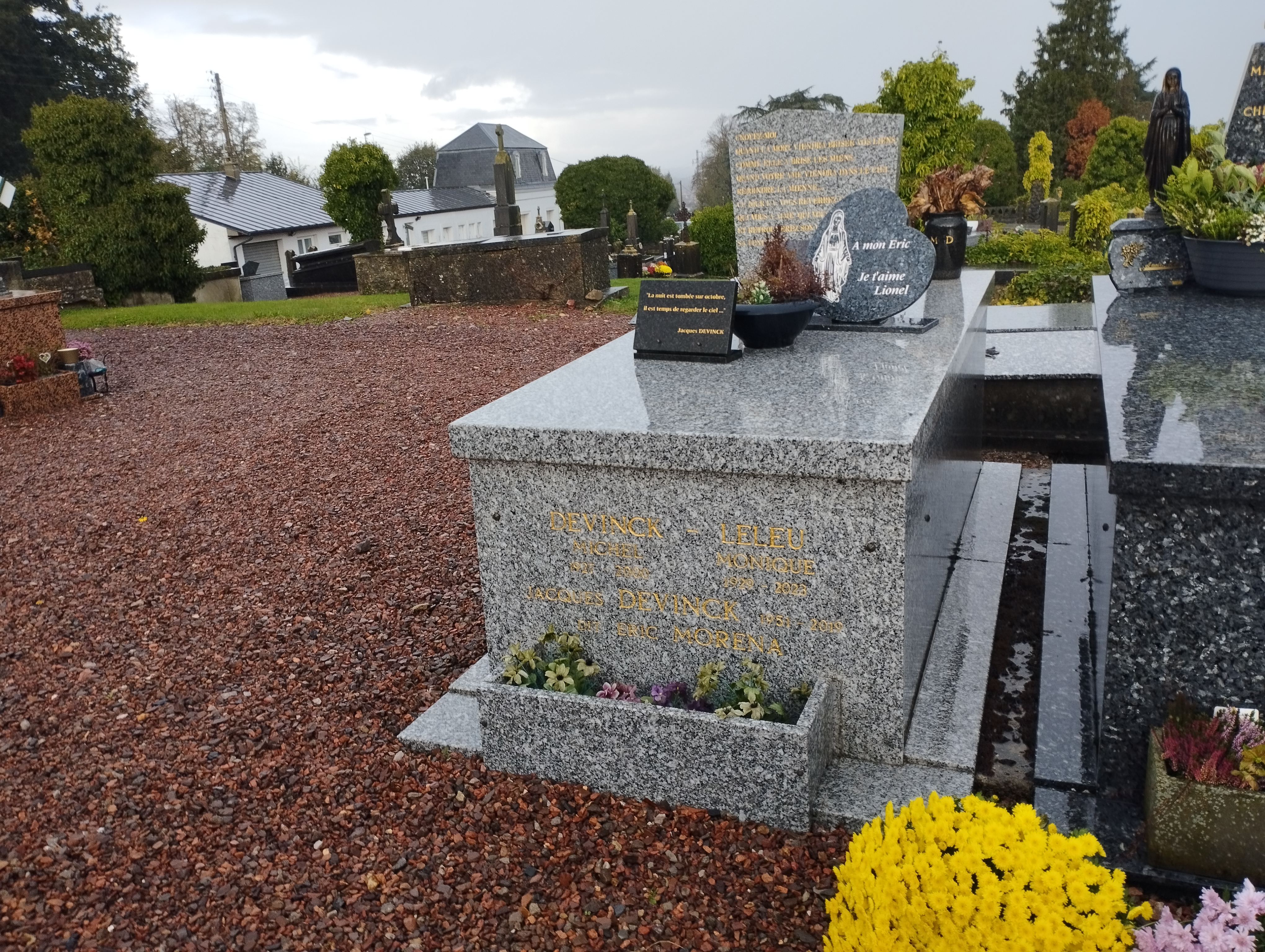
Tombe d'Éric Morena au cimetière des Bruyères de Saint-Omer.

Éric Morena meurt à l'âge de 68 ans le 16 novembre 2019 à Arcachon, des suites d'un cancer. Il est inhumé le 22 novembre dans le caveau familial au cimetière des Bruyères à Saint-Omer (Pas-de-Calais), (division 6).

## Discographie

### Albums
- 1989 : Oh ! Mon album, PolyGram Music
- 1990 : Portorico (spectacle musical), Flarenash
- 1996 : Ses Plus Grands Succès[7]
- 2005 : L'Enchanteur (Sun records)[8]
- 2006 : Hommage à Francis Lopez, Wagram Music
- 2011 : L'Amour est éternel
- 2013 : Sous le ciel étoilé
- 2016 : Fête Dario Moreno[9]
- 2020 : Tout simplement (album posthume)

### Singles
- 1987 : Oh ! Mon bateau, PolyGram Music
- 1988 : Je suis le torero de l'amour, PolyGram Music
- 1988 : Ramon et Pedro, Justine
- 1989 : La fiesta morena, Carrere Group
- 1989 : Hisséo, Carrere Group
- 1990 : Portorico (tiré du spectacle musical)
- 1994 : O sole mio
- 1995 : Si tu vas à Dario, Sony Music Entertainment
- 2000 : Toreador, Diem Music
- 2003 : L'Envie d'aimer (Les Dix Commandements), Universal Music/Glem productions